# Entre amigos (álbum de Sasha, Benny y Erik)
Entre amigos es el tercer álbum en vivo y cuarto en general del trío mexicano Sasha, Benny y Erik, publicado por la compañía discográfica Sony Music. Fue grabado el 27 y 28 de noviembre de 2015 en el Auditorio Nacional en México.
Este es el último álbum hecho bajo el proyecto de Sasha Sokol, Benny Ibarra y Erik Rubín. El concierto fue grabado bajo formato de CD+DVD de dos partes. Además, tiene varios invitados como Ana Torroja, Pepe Aguilar, Leonel García, Jay de la Cueva, Maluma y Playa Limbo entre otros.

## Certificaciones
| Organismo Certificador | Certificación | Ventas | Ref.  |
| ---------------------- | ------------- | ------ | ----- |
| México (AMPROFON)      | Platino       | 60,000 | [ 2 ] |

## Lista de canciones
| Disco 1 |                             |          |  |
| N.º     | Título                      | Duración |  |
| 1.      | «Punto de partida»          | 4:01     |  |
| 2.      | «Esta noche»                | 3:46     |  |
| 3.      | «Todo tiene su lugar»       | 3:07     |  |
| 4.      | «Cada beso»                 | 3:26     |  |
| 5.      | «Si no es ahora»            | 3:27     |  |
| 6.      | «Rueda mi mente»            | 3:56     |  |
| 7.      | «Cuando mueres por alguien» | 3:48     |  |
| 8.      | «Cielo»                     | 3:59     |  |
| 9.      | «Serás el aire»             | 4:15     |  |
| 10.     | «Inspiración»               | 4:04     |  |
| 11.     | «Cómo hemos cambiado»       | 4:22     |  |
| 12.     | «Medley Soda Stereo»        | 9:00     |  |
| 13.     | «Ay amor» (con Playa Limbo) | 3:30     |  |

| Disco 2 |                                                |          |  |
| N.º     | Título                                         | Duración |  |
| 1.      | «Suéltalo» (con Leonel García)                 | 3:54     |  |
| 2.      | «Vivo/Veneno vil» (con Fobia)                  | 7:27     |  |
| 3.      | «Electricidad» (con Jotdog)                    | 3:46     |  |
| 4.      | «Fantasma» (con Maluma)                        | 3:17     |  |
| 5.      | «Lo siento» (con Pepe Aguilar)                 | 3:37     |  |
| 6.      | «Pa' mover el esqueleto» (con Jay de la Cueva) | 8:25     |  |
| 7.      | «Medley Timbiriche»                            | 9:59     |  |
| 8.      | «Vivimos siempre juntos» (con Ana Torroja)     | 3:40     |  |
| 9.      | «Sin ti»                                       | 4:55     |  |
| 10.     | «Con todos menos conmigo»                      | 3:49     |  |
| 11.     | «Medley Matador»                               | 9:05     |  |
| 12.     | «Japi»                                         | 5:50     |  |